# Печорский десант
Печорский десант — немецкая десантная операция по забросу диверсантов в район современного города Печора, осуществлённая в 1943 году.

## Обстановка
Строительство железной дороги, которая должна была связать Воркуту с остальными частями страны, началось ещё в 1937 году. Ей предназначалась важная роль по снабжению страны углём и другими природными ресурсами, которыми была богата Коми АССР.
На своём протяжении она должна была пересекать несколько рек, в том числе и реку Печору. Трасса будущего моста была размечена ещё в 1938 году. Тогда же были начаты кессонные работы. В апреле 1942 года все работы по строительству моста по его временному варианту были закончены, и после длительных испытаний по нему пошли поезда.
Немецкое командование прекрасно понимало роль, которую железная дорога стала играть в обеспечении советской промышленности и фронта углём, нефтью и лесом. В связи с этим перед германской разведывательной организацией «Цеппелин» была поставлена задача разработать план операции по выведению её из строя.

## Подготовка
Немцами были отобраны из концентрационных лагерей советские военнопленные, давшие согласие на сотрудничество с ними. Будущих диверсантов готовили в одной из диверсионных школ абвера близ Риги. Среди них были рядовые, сержанты и офицеры. Большинство были русскими, но имелись также коми, украинец, белорус и татарин. Командиром десантников был назначен бывший колчаковский офицер Лев Николаевич Николаев.
Находясь в школе, один из военнопленных, Александр Гаевич Доронин, который до пленения был командиром взвода 641-го полка 165-й стрелковой дивизии, начал осторожно заводить разговоры с некоторыми десантниками о том, чтобы оказавшись на советской территории, сдаться властям. Вскоре ему удалось получить согласие от ряда десантников. До вылета на Печору Доронин сумел убедить всех членов десанта, кроме Ахнами Расулева, назначенного денщиком Николаева. С ним разговор не состоялся из-за опасения, что он выдаст командиру замыслы Доронина.
Всем диверсантам в школе были даны вымышленные имена и фамилии. После прохождения подготовки их перебросили в норвежский город Нарвик.

## Задачи десанта
Местом высадки была выбрана территория Кожвинского района. Прежде всего, диверсанты должны были вывести из строя Северную железнодорожную магистраль, подорвав мост через реку Печору в районе посёлка Кожва, и тем самым прервав снабжение печорским углём фронта и Северного морского флота.
Кроме того, немцам было известно, что на севере СССР было сконцентрировано большое количество лагерей, где содержалось, согласно их представлениям, наиболее враждебное советской власти население. Перешедший на сторону немцев командир 102-й стрелковой дивизии Иван Бессонов предложил поднять восстание среди заключённых данного района, что могло серьёзно дезорганизовать работу советского тыла.

## Десант
В ночь с 5 на 6 июня 1943 года два немецких самолёта «Кондор» со стороны Карского моря проникли в воздушное пространство над территорией Коми. На их борту находилось двенадцать десантников, переодетых в форму войск НКВД.
Диверсанты и предназначенное для них оснащение были сброшены на 34 парашютах над территорией Кожвинского района, вблизи посёлка Кедровый Шор. При себе у них имелось 12 автоматов, столько же «парабеллумов», 48 «наганов», 5 пистолетов, ручной пулемёт, лёгкий миномёт, 10 тысяч патронов, около 300 кг взрывчатки в шашках, подрывные батареи[прояснить], бикфордов шнур, запалы, капсюли, гранаты разных систем, противопехотные и магнитные мины. Кроме того, в их снаряжение входила радиостанция с динамо-машиной, ракетницы, бинокли, сапёрные лопаты, фонари, топоры, пилы, валенки, унты, полушубки, плащ-палатки, аптечка с хирургическими инструментами и накомарники. Запасы продовольствия были рассчитаны на месяц.
Для обеспечения успеха операции у них имелись карты с подробными данными о железнодорожных мостах, лагпунктах, чистые бланки различных удостоверений, гербовые печати органов НКВД и армейских частей.
Пролёт самолётов, однако, не остался незамеченным, и 6 июня в Наркомат внутренних дел Коми АССР из посёлка Канин (позднее вошёл в состав г. Печоры) поступила срочная телеграмма, сообщавшая о том, что в 3 часа ночи недалеко от Кожвы на высоте 150−200 м с юга на север пролетели два самолёта без опознавательных знаков. Из Сыктывкара в Кожвинский район были даны указания быть готовыми к возможным неожиданностям.
Группа, в которой были Л. Николаев, А. Одинцов и А. Доронин, приземлилась первой. Собраться вместе они смогли лишь к вечеру. Вторая группа, возглавляемая М. Годовым, соединилась с первой только на следующий день. После сбора группы Доронин и Одинцов решили осуществить задуманное и убить командира десанта. Когда Николаев сидел у костра, Одинцов выстрелил в него, но лишь ранил в плечо. Автоматной очередью в спину его добил его же денщик Расулев.
После этого Доронин и Одинцов направились на поиски населённого пункта, чтобы сообщить о десанте. Они вышли на совхозную ферму «Развилки», где сообщили о своей высадке. На захват группы был направлен отряд стрелков военизированной охраны во главе с политруком В. П. Лазаревым. Одинцова в качестве заложника оставили в совхозе, Доронин же сопровождал отряд, чтобы показать местонахождение группы.
При приближении отряда Лазарева к стоянке десанта А. Куликов, стоявший постовым у палаток, дал в воздух очередь как сигнал для сбора всех десантников. Один из бойцов военизированной охраны, приняв эту очередь за стрельбу по вохровцам, выстрелом из винтовки убил Куликова. После этой случайной перестрелки все десантники сложили оружие.
Сразу же после сдачи диверсантов руководство НКВД республики приняло меры по встрече и ликвидации возможного второго вражеского десанта. Кожвинский район был объявлен на положении повышенной военной готовности, военизированная охрана лагерей НКВД была переведена на военное положение.
Советское командование начало радиоигру с немецким разведывательным центром. Немцам было сообщено, что требуется подкрепление, на что те запросили координаты высадки по 5-километровой карте, имевшейся у диверсионной группы. Однако оказалось, что после сдачи в плен членов группы обыскали ВОХРовцы и карту у них изъяли (равно как и 21 тысячу рублей, личные вещи, фотоаппарат, карманные часы, авторучки, шоколад и сигареты). Из Сыктывкара потребовали оставшееся имущество, на что туда были высланы 3 банки из-под лимонной кислоты и 2 носовых платка, отобранные у бойцов ВОХР. Карта найдена так и не была, в результате чего радиоигра была сорвана.

## Дальнейшая судьба диверсантов
После добровольной сдачи десантников никто из них не был подвергнут каким-либо карам. А. Доронин после проверки в фильтрационном лагере продолжил службу в армии, а после того, как заболел туберкулёзом, в 1944 году вернулся в г. Ухту.
Радист А. Одинцов до 1946 года находился в армии. После демобилизации возвратился на родину в посёлок Оргтруд Ивановской области.
Было прекращено уголовное дело против М. Годова, отбывавшего ранее срок за хозяйственное преступление в Печоржелдорлаге. Освобождены из-под стражи и другие участники десанта. Им был зачтен в наказание срок нахождения на проверке в фильтрационном лагере и предварительное заключение.

## Состав десанта
- Гламалькин Николай Степанович (р. 1919)
- Годов Михаил Константинович (р. 1914)
- Денисенко Алексей Карпович (р. 1917)
- Доронин Александр Гаевич (1907—1947)
- Куликов Алексей (? — 1943)
- Лукович Василий Николаевич (р. 1919)
- Макаров Алексей Иванович (р. 1912)
- Мурин Николай Алексеевич (р. 1917)
- Николаев Лев Николаевич (? — 1943)
- Одинцов Андрей Аверьянович (1918—1977)
- Расулев Ахнами Валентинович (р. 1913)
- Реферовский Алексей Павлович (р. 1910)[3]